# Tajemnica Statuetki
Tajemnica Statuetki est un jeu vidéo d'aventure développé et édité par Metropolis Software House, sorti en 1993 sur DOS. C'est le premier jeu d'aventure en Pologne. Son intrigue tourne autour de l'agent de fiction Interpol John Pollack, qui tente de résoudre un mystère lié au vol de diverses antiquités à travers le monde.
Alors que la piraterie sévissait en Pologne, elle a réussi à vendre entre quatre et six mille exemplaires à sa sortie et est devenue très populaire dans le pays. Tajemnica Statuetki a été salué pour son intrigue et pour être un jalon culturel qui a contribué à promouvoir et légitimer l'industrie du jeu vidéo polonais, malgré de petites critiques de la mécanique du jeu et du design audiovisuel,.